# 卡拉泰乌廖
卡拉泰乌廖（義大利語：Carate Urio），是意大利科莫省的一个市镇。总面积6平方公里，人口1231人，人口密度205.2人/平方公里（2009年）。ISTAT代码为013044。